# 那賀村
那賀村（なかむら）は、長崎県壱岐郡にあった村。1955年（昭和30年）に東隣の田河町と合併し、芦辺町となった。
現在の壱岐市芦辺町の南西部にあたる。

## 地理
壱岐島の中部に位置する。
- 山：津の上山（角上山）、鉾の木山
- 河川：谷江川、河内川（幡鉾川）

## 沿革
平安時代中期に編纂された『和名類聚抄』によれば、壱岐島壱岐郡七郷の1つとして当村のうち大字中野郷と大字国分の区域の一帯を「那賀郷（なかのごう）」と称したとされ、那賀村の名はこの郷名より名付けられた。「なか」の地名は壱岐島の中部に位置する事に由来する。
- 1889年（明治22年）4月1日 - 町村制施行により、中野郷村・国分村・住吉村・湯岳村が合併し壱岐郡那賀村が発足。
- 1955年（昭和30年）4月1日 - 田河町と合併して芦辺町が発足し、那賀村は自治体として消滅。

## 地名
那賀村では大字（中野郷・国分・住吉・湯岳）を冠称した触を行政区域とする。
大字中野郷
- 東触[6]
- 仲触[7]
- 西触[8]
- 本村触[9]

大字国分（こくぶ）
- 川迎触[10]
- 当田触[11]
- 東触[12]
- 本村触[13]

大字住吉
- 後触（うしろ）[14]
- 東触[15]
- 前触[16]
- 山信触[17]

大字湯岳（ゆだけ）
- 射手吉触[18]
- 興触（こう）[19]
- 今坂触（こんざか）[20]
- 本村触[21]

## 名所・旧跡
- 国分寺
- 興神社
- 月讀神社
- 壱岐古墳群
  - 兵瀬古墳（大字国分本村触）
  - 鬼の窟古墳（大字国分本村触）

## 那賀村出身の著名人
- 岡本隆子（タレント・吉本新喜劇座員・3代目笑福亭仁鶴夫人）